# The Waifs
The Waifs (originariamente scritto The WAiFS) sono una band folk rock australiana formatasi nel 1992 da Josh Cunningham (chitarra, voce) e le sorelle Vikki Thorn (armonica, chitarra, voce) e Donna Simpson (chitarra, voce). Il gruppo comprende anche Ben Franz (basso) e David Ross Macdonald (batteria).
L'album Up All Night del 2003 raggiunse la top five della Australian Albums Chart. Altri due album entrarono nella classifica top five: Sun Dirt Water e Temptation. 
I Waifs hanno aperto il tour di Bob Dylan del 2003 in Australia e in Nordamerica.

## Discografia

### Album
- The Waifs (1996)
- Shelter Me (1998)
- Sink or Swim (2000)
- Up All Night (2003)
- Sun Dirt Water (2007)
- Live From The Union Of Soul (2009)
- Temptation (2011)
- Beautiful You (2015)